# Resolució 1133 del Consell de Seguretat de les Nacions Unides
La Resolució 1133 del Consell de Seguretat de les Nacions Unides, adoptada per unanimitat el 20 d'octubre de 1997 després de reafirmar totes les resolucions anteriors del Sàhara Occidental però amb especial esmena en la Resolució 1131, el Consell va ampliar el mandat de la Missió de Nacions Unides pel Referèndum al Sàhara Occidental (MINURSO) fins al 20 d'abril de 1998.
Hi va haver nous acords signats sobre la implementació del Pla de Regularització de les Nacions Unides per al Sàhara Occidental. El Consell va reiterar la seva determinació de celebrar un referèndum lliure, just i imparcial sobre l'autodeterminació per al poble del Sàhara Occidental. També estava satisfet amb la cooperació del Marroc i el Front Polisario amb James A. Baker III, l'enviat personal del Secretari General.
En aquest sentit, es va demanar a ambdues parts que continuessin el seu compromís amb les Nacions Unides executant plenament el Pla de Regularització. El mandat de la MINURSO es va ampliar perquè pogués continuar amb les tasques d'identificació dels votants i per incloure fins a nou centres un nou personal addicional de 298 persones. S'espera que el procés estigui complet el 31 de maig de 1998. Finalment, es va demanar al secretari general Kofi Annan que presentés un informe complet a tot tardar el 15 de novembre de 1997 amb un pla detallat, un calendari i les implicacions financeres del referèndum, i després un cada 60 dies per informar sobre l'aplicació del pla de Regularització